# Романов, Александр Васильевич
Александр Васильевич Романов — советский государственный и политический деятель, председатель Читинского областного исполнительного комитета.

## Биография
Родился в 1897 году. Член ВКП(б).
Участник Первой мировой и Гражданской войны. В русской армии — в 1916—1918 гг., затем в РККА.
С 1928 года — на общественной и политической работе. В 1928—1938 гг. — начальник районной рабоче-крестьянской милиции, народный судья, член Владимирского губернского Суда, председатель Исполнительного комитета Павловского городского Совета Нижегородского края, заведующий Отделом Нижегородского краевого комитета ВКП(б), заместитель председателя Исполнительного комитета Восточно-Сибирского областного Совета, председатель Организационного комитета Президиума ВЦИК — Верховного Совета РСФСР по Читинской области.
Избирался депутатом Верховного Совета СССР 1-го созыва от Сретенского избирательного округа Читинской области.